# Щербаков, Василий Фёдорович
Васи́лий Фёдорович Щербако́в (род. 19 июня 1969, Москва) — российский пианист, педагог и композитор.
Кандидат педагогических наук (2010), профессор Московской консерватории, профессор факультета искусств Российского государственного социального университета.
Внучатый племянник композитора Дмитрия Кабалевского, один из основных мировых исполнителей и популяризаторов произведений Кабалевского.

## Биография
Василий Щербаков родился в 1969 году в Москве в естественнонаучной профессорской семье.
Мать — Щербакова Марина Николаевна (урождённая Флоринская), кандидат геолого-минералогических наук, старший научный сотрудник кафедры литологии и морской геологии геологического факультета МГУ, заслуженный научный сотрудник МГУ. Племянница Д. Б. Кабалевского.
Отец — Щербаков Фёдор Анатольевич, доктор географических наук, геолог, литолог, географ, океанолог, старший научный сотрудник кафедры литологии и морской геологии геологического факультета МГУ, старший научный сотрудник Института океанологии АН СССР.
Учился в московской Школе № 875, c детства занимался классической музыкой. В 1989 году поступил в Московскую Консерваторию. Обучался в классе профессора Е. Р. Рихтер. Закончил консерваторию с отличием в 1994 году.
Владеет фортепиано и другими клавишными инструментами.
Проживает в Москве.
В настоящее время занимается концертной деятельностью, преподаёт в Московской консерватории, Российском государственном социальном университете, а также даёт выездные лекции и мастер-классы.
В прошлом профессор и заведующий кафедрой специального фортепиано Московского государственного института культуры, до 2015 года доцент кафедры «фортепиано, oрган» ГМПИ им. М. М. Ипполитова-Иванова, до 2013 года преподаватель Колледжа музыкально-театрального искусства имени Галины Вишневской.

## Творчество
Василий Щербаков ведёт активную концертную деятельность, ежегодно выступая на обширной географии площадок.

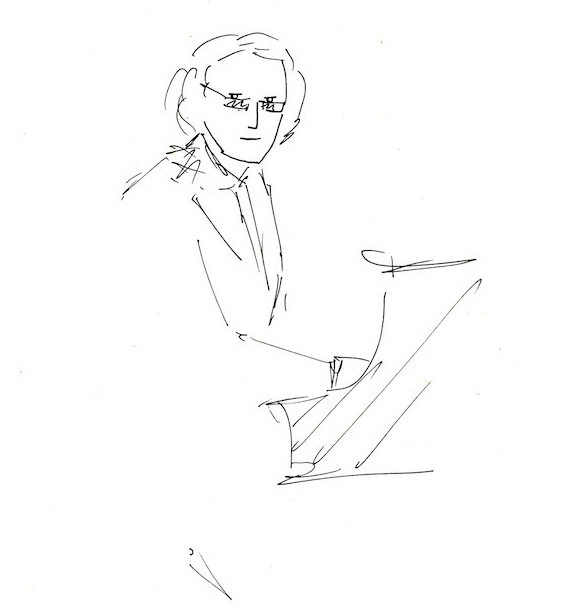
Василий Щербаков во время концерта в КМТИ (2010)

Среди них: Московская Консерватория, Московский международный Дом музыки, Томская областная государственная филармония, Государственная филармония Алтайского края, Государственная филармония Республики Саха (Якутия), Забайкальская краевая филармония, Пермская краевая филармония, Нижегородская филармония им. Мстислава Ростроповича, Иркутская областная флармония, Ульяновская областная филармония, Поморская государственная филармония, Ярославская государственная филармония, Курганская областная филармония, Новосибирская государственная филармония, Дворец Мирабель (Зальцбург, Австрия), Замок Донцдорфа (Донцдорф, Германия), Ричмондская музыкальная школа (Ричмонд, Канада), Баптистская Церковь Иммануэль (Ванкувер, Канада), Музей Мимара (Загреб, Хорватия).
Участвует в организации музыкальных фестивалей и приглашается в состав жюри конкурсов. Среди прошедших:
- «Ассамблея в Михайловском» (Пушкинские Горы, Россия);
- «DSCH, Международный фестиваль камерных ансамблей имени Д. Д. Шостаковича в Москве» (Москва, Россия)[34];
- «Музицируем вместе с друзьями» (латыш. «Muzicējam kopā ar draugiem») (Добеле, Латвия)[35];
- «ClaviCologne» (Кёльн, Германия)[36];
- «Мальтийский Международный Музыкальный Фестиваль» (англ. «Malta International Music Festival») (Мальта)[37];
- «Международный гитарный фестиваль Острова Ре; Фестиваль Романтические Ночи» (фр. «Festival international de guitare de l’île de Ré; Festival Nuits Romanes») (Остров Ре, Франция)[38][39][40];
- «Слобожанская фантазия» (Сумы, Украина)[41];
- «Первый международный музыкальный фестиваль и конференция в университете Чуннан» (англ. «The 1st CAU International Piano Conference & Festival») (Сеул, Южная Корея)[42].
- «Kabalevsky Fest 2014» (Прага, Чехия; Москва, Россия; Зальцбург, Австрия; Вена, Австрия)[43].
- «Международный фестиваль к столетию со дня рождения Святослава Рихтера» (Загреб, Хорватия)[33].
- «Международный конкурс камерной музыки Зальцбург = Моцарт» (англ. «SALZBURG = MOZART International Chamber Music Competition») 2014 и 2016 в Yamaha Ginza. (Токио, Япония)[44][45].

Концерты музыканта проходят в сольном или совместном камерном составе. В камерных программах с участием Василия Щербакова помимо фортепиано или клавишных встречаются такие инструменты как струнные, духовые, терменвокс, орган, а также вокал. Некоторые из программ музыканта содержали экспериментальное исполнение с аудиовизуальным сопровождением музыки.
Василий Щербаков сотрудничает с множеством музыкантов, музыкальных ансамблей и композиторов, в их числе заслуженный артист России и Украины Александр Цилинко, заслуженный артист России Александр Тростянский, «Загребский струнный квартет» (хорв. Zagrebački kvartet), скрипачка Алена Баева, французский гитарист Филипп Вилла (фр. Philippe Villa), исполнительница на терменвоксе Лидия Кавина, австрийский скрипач Луц Лесковиц (нем. Luz Leskowitz) и ансамбль «Зальцбургские солисты» (англ. «Salzburg Soloists»).
Периодически участвует в телевизионных и радиопередачах о классической музыке.
Исполнительский талант Василия Щербакова высоко оценивается слушателями, критиками, музыкантами и композиторами.

## Кабалевский
Василий Щербаков занимается популяризацией произведений Дмитрия Кабалевского, часто включая произведения композитора в свои концертные программы. Некоторые из исполнений являлись премьерами.
Возглавляет жюри «Открытого Московского международного конкурса им. Д. Б. Кабалевского».
В 2010 году защитил диссертацию на звание кандидата педагогических наук по теме «Формирование эстетических и этических идеалов педагога-музыканта на материале освоения творческого наследия Дмитрия Борисовича Кабалевского».
В 2013 году стал президентом и соучредителем «Некоммерческого Фонда Д. Б. Кабалевского по содействию развития общего и профессионального музыкального образования, музыкальной культуры, искусства и исполнительства».

## Дискография
Студией-издательством Classical Records были выпущены два студийных альбома записей Василия Щербакова.
- 2005 — «Кабалевский. 24 прелюдии. Соната no.3»[52]
- 2007 — «Три века фортепиано»[53]

Некоторые записи исполнения Василием Щербаковым произведений Дмитрия Кабалевского были использованы в 2015 году при издании фирмой Мелодия шестидискового юбилейного альбома «Дмитрий Кабалевский. Творческий портрет. Избранные произведения к 110-летию со дня рождения».

## Семья
Жена — Щербакова Анна Иосифовна (доктор педагогических наук, доктор культурологии, ректор Московского Государственного Института Музыки имени А. Г. Шнитке). Анна Щербакова периодически участвует в ведении концертов и является совместно с Василием Щербаковым соучредителем Фонда Кабалевского. Имеет троих детей.